# Johann Viktor Gruol der Ältere

Johann Viktor Gruol der Ältere

Johann Viktor Gruol der Ältere, geboren als Johann Victor Gruol (* 18. Februar 1766 in Bissingen an der Teck; † 5. Januar 1836 ebenda), war ein bekannter Orgelbauer des 19. Jahrhunderts aus der Orgelbauerfamilie Gruol.

## Leben und Wirken
Johann Viktor Gruol der Ältere wurde am 18. Februar 1766 als ältester Sohn des Weingärtners Johann Georg Gruol (1738–1819) und dessen Frau Anna Maria Schempp in Bissingen an der Teck geboren.
Seine Lehrzeit verbrachte er bei dem Orgelbauer Johann Andreas Goll in Weilheim an der Teck. Am 13. November 1789 heiratete er Anna Margaretha Gölz (1766–1844) und machte sich als Orgelbauer selbständig. Hierzu richtete er sich seine Orgelwerkstätte in der Hinteren Straße in Bissingen an der Teck ein (später Gaststätte Krone, mittlerweile abgerissen).
Aus der Ehe stammen elf Nachkommen, von denen zwei Söhne, Johann Georg und Johann Viktor der Jüngere ebenfalls den Beruf des Orgelbauers aufnahmen.
Der 1798 geborene Sohn Johann Georg Gruol verstarb am 25. Juni 1833 an Schwindsucht, woran auch Johann Viktor Gruol der Ältere am 5. Januar 1836 im Alter von 69 Jahren in Bissingen an der Teck verstarb.

## Orgeln von Johann Viktor Gruol dem Älteren
- 1793 Umfangreiche Reparatur der Haußdörfer-Orgel in Oberlenningen
- um 1800 Mönsheim, danach Michaelskirche in Wimsheim
- 1803 Mörikekirche in Ochsenwang
- 1809 Johanneskirche in Schopfloch
- 1809 Kilianskirche in Mundelsheim
- 1824 Marienkirche in Bissingen an der Teck (21 Register mit ca. 1134 Pfeifen)
- 1825 ev. Kirche in Klingenberg   (1853?)
- 1830 Martin-Luther-Kirche in Rommelsbach
- 1832 St. Gallus-Kirche in Tübingen-Derendingen (14 Register)
- 1834 Stephanuskirche in Reutlingen-Sondelfingen